# Tom Angelripper

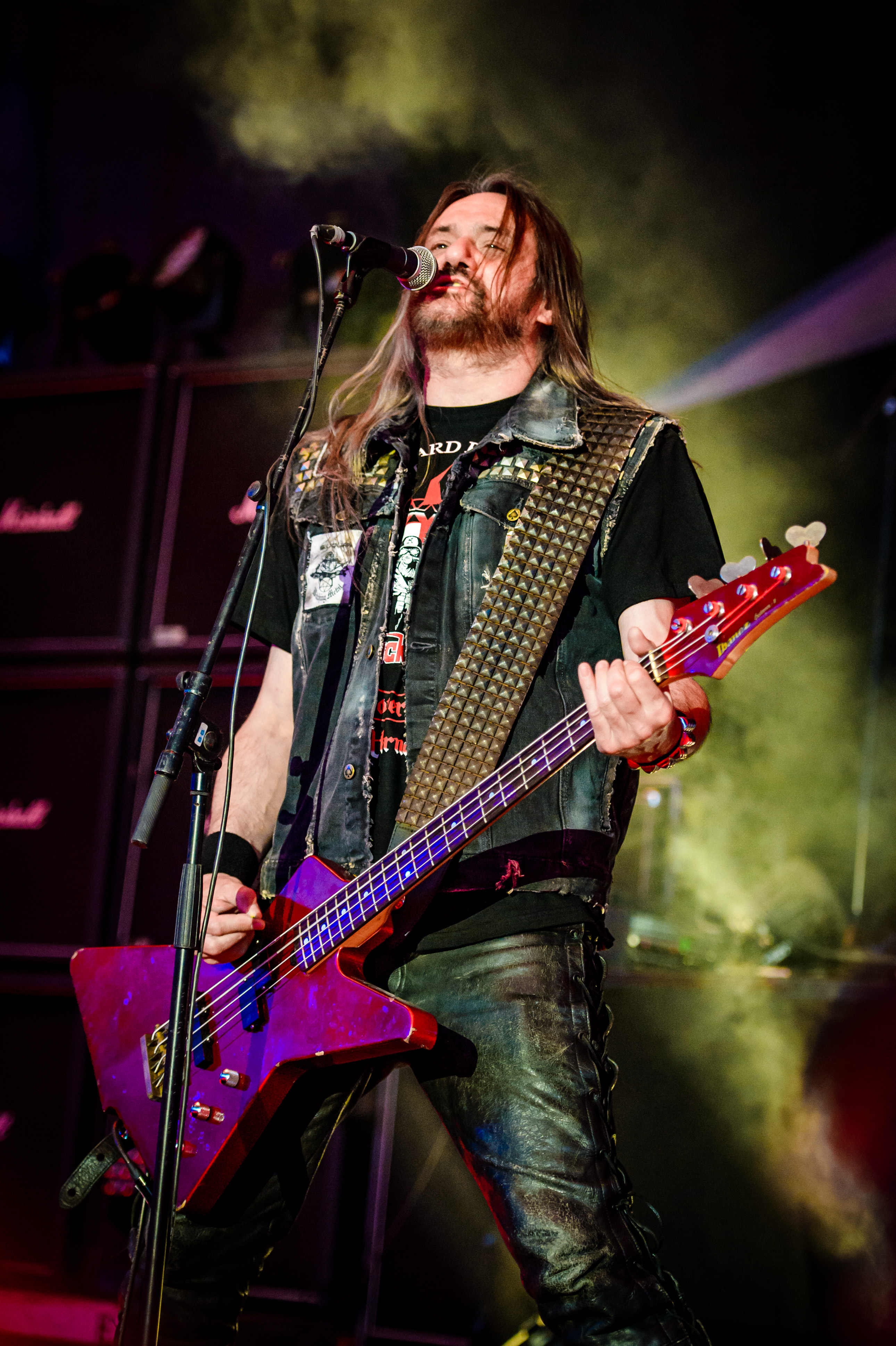
Tom Angelripper

Thomas Such, aka Onkel Tom Angelripper är sångare, basist och grundare till det tyska thrash metal-bandet Sodom. Han har även ett soloprojekt kallat Onkel Tom Angelripper och har varit delaktig i bland annat Dezperadoz, Die Knappen och Bassinvaders.
Tom Angelripper föddes 19 februari 1963 i Gelsenkirchen i Tyskland.

## Diskografi

### Med Sodom
- Obsessed by Cruelty (1986)
- Persecution Mania (1987)
- Agent Orange (1989)
- Better off Dead (1990)
- Tapping the Vein (1992)
- Get What You Deserve (1994)
- Masquerade in Blood (1995)
- 'Til Death Do Us Unite (1997)
- Code Red (1999)
- M-16 (2001)
- Sodom (2006)
- The Final Sign of Evil (2007)
- In War and Pieces (2010)

### Med Onkel Tom Angelripper
- Ein Schöner Tag (1996)
- Ein Tröpfchen voller Glück (1998)
- Ein Strauß bunter Melodien (1999)
- Ich glaub' nicht an den Weihnachtsmann	(2000)

### Med Dezperadoz
- The Dawn of Dying (2000)

### Med Die Knappen
- Auf Kohle Geboren (2010)

### Med Bassinvaders
- Hellbassbeaters (2008)